# Pětikozly
Pětikozly (en allemand : Pietikosle) est une commune du district de Mladá Boleslav, dans la région de Bohême-Centrale, en République tchèque. Sa population s'élevait à 76 habitants en 2020.

## Géographie
Pětikozly se trouve à 6,5 km à l'ouest de Mladá Boleslav et à 45 km au nord-est de Prague.
La commune est limitée par Krásná Ves à l'ouest et au nord, par Bukovno au nord-est, par Rokytovec à l'est, par Strenice au sud, et par Niměřice au sud-ouest.

## Histoire
La première mention écrite de la localité date de 1360.

## Transports
Par la route, Pětikozly se trouve à 11,5 km de Mladá Boleslav et à 60 km du centre de Prague.